# Sarcophaga ganura
Sarcophaga ganura är en tvåvingeart som beskrevs av Mario Bezzi 1927. Sarcophaga ganura ingår i släktet Sarcophaga och familjen köttflugor.
Artens utbredningsområde är Fiji. Inga underarter finns listade i Catalogue of Life.